# Moelle osseuse
Ne doit pas être confondu avec Moelle épinière.

Moelle osseuse rouge et moelle osseuse jaune dans un os long.

La moelle osseuse est un tissu situé au centre des os. Elle existe sous deux formes : la moelle osseuse rouge, où les cellules du sang sont produites (l'hématopoïèse), et la moelle osseuse jaune, surtout composée de graisse.
La moelle osseuse rouge produit tous les différents types de cellules du sang : les globules rouges (nécessaires au transport de l'oxygène des poumons vers les cellules et du dioxyde de carbone des cellules vers les poumons), les globules blancs (les cellules qui protègent le corps des substances étrangères : défenses immunitaires) et les plaquettes (des fragments de cellules qui s'accumulent lors d'une blessure pour arrêter une hémorragie afin de coaguler le sang).

## Description chez les êtres humains

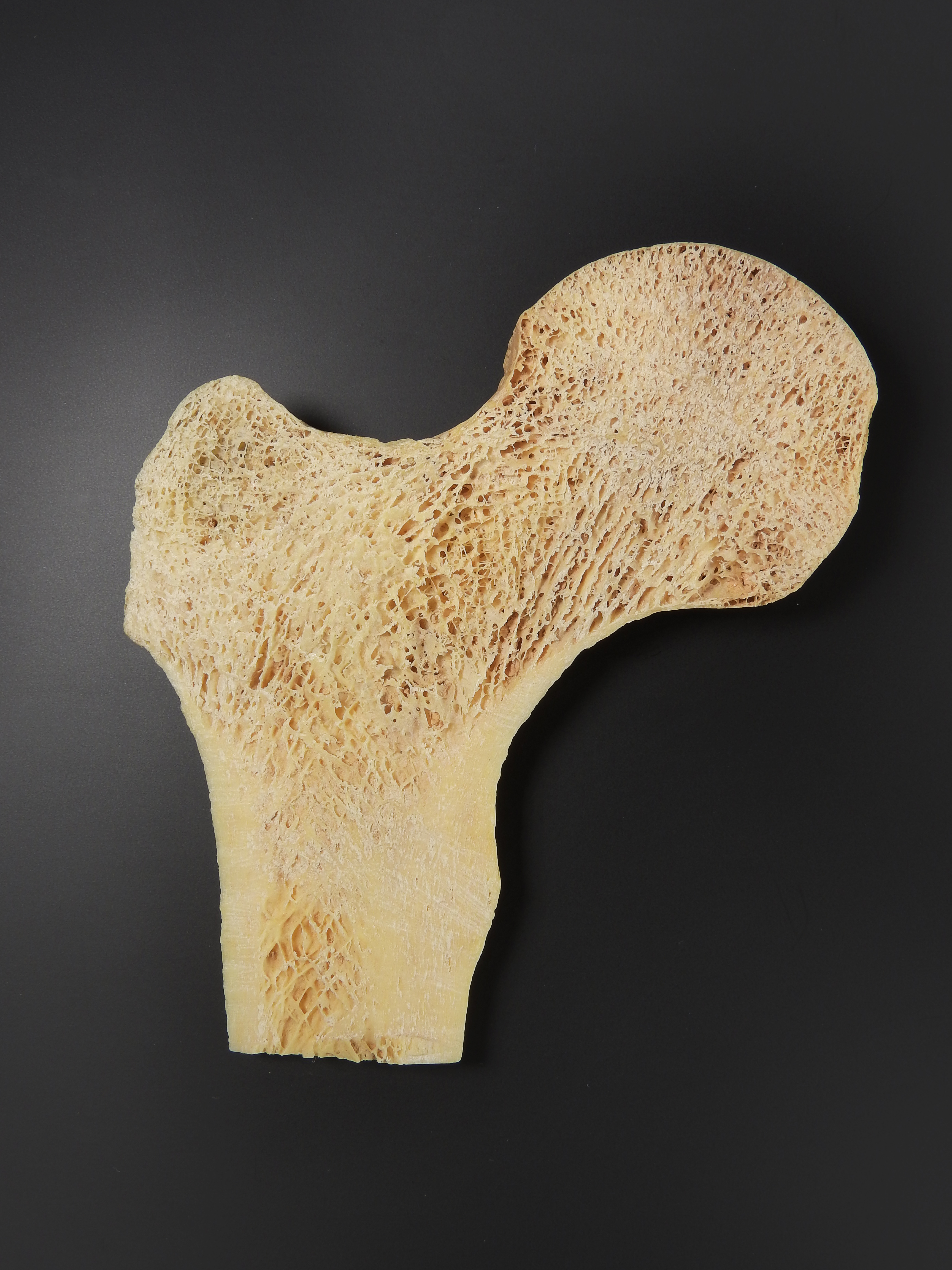
Substance spongieuse dans un os long.

Les os sont composés d'une substance compacte se trouvant à l’extérieur de l'os, et d'une substance spongieuse se trouvant à l’intérieur de l'os. Cette substance spongieuse ressemble à une éponge rigide et réserve des cavités plus ou moins grandes entre la substance osseuse (les trabécules). Ces cavités sont remplies par une matière appelée moelle osseuse.
Les cavités osseuses sont tapissées de cellules qui construisent les os (les ostéoblastes), et de cellules, moins nombreuses, qui détruisent les os (les ostéoclastes). Cette activité de construction et destruction osseuse est permanente à tous les stades de la vie et est nécessaire à la solidité des os. Les cavités sont remplies par un gel fibreux, la matrice extracellulaire, qui soutient les différents composants de la moelle osseuse. Cette matrice contient un réseau de petites artères et veines (les capillaires), des cellules de soutien (les fibroblastes), des cellules nerveuses, des cellules de graisses (les adipocytes), des cellules sanguines à différents stades de maturation (les cellules hématopoïétiques), et de la réticuline, une protéine de soutien similaire au collagène. De plus, des cellules stromales (en) sont aussi présentes ; ces cellules semblent jouer un rôle important dans la formation des cellules sanguines.

Cellules dans la moelle osseuse rouge.

Il y a deux types de moelle osseuse :
1. la moelle osseuse rouge, comportant peu d'adipocytes et proportionnellement beaucoup de cellules hématopoïétiques ;
2. la moelle osseuse jaune, comportant beaucoup d'adipocytes et peu de cellules hématopoïétiques.

Le sang arrive à la moelle osseuse par un vaisseau sanguin qui entre dans l'os au milieu de celui-ci. Ce vaisseau se ramifie de plus en plus et après avoir drainé l'os arrive dans la moelle osseuse par des petits vaisseaux, les capillaires. La paroi de ceux-ci (l'endothélium) est constituée de cellules plates entre lesquelles les cellules sanguines arrivées à maturation passent dans le sang.
La masse totale de la moelle osseuse est supérieure à celle du foie, ce dernier ayant une masse de 1,5 à 2 kg. La masse osseuse jaune représente 50 % à 70 % de la masse osseuse chez un humain de 25 ans. Mais cette proportion n'est pas fixe, elle augmente avec l'âge, la ménopause, l'abus d’alcool et les maladies, par exemple ; mais peut aussi diminuer en faisant plus de sport ou en étant exposé au froid.

### Moelle osseuse rouge
Les nouveau-nés n'ont que de la moelle osseuse rouge. À l'âge adulte, la moelle osseuse rouge ne se trouve que dans les vertèbres, les côtes, les clavicules, le sternum, les os du bassin et du crâne, et dans les extrémités les plus proches du tronc des fémurs et des humérus. La moelle osseuse rouge est fortement vascularisée car les cellules hématopoïétiques y produisent les cellules sanguines.

### Moelle osseuse jaune
La moelle osseuse jaune est principalement composée d'adipocytes (cellules graisseuses). Chez l'humain adulte, elle représente environ 10 % de la masse totale de graisse dans le corps. Ces adipocytes sont différents des cellules graisseuses dans les autres parties du corps et ont un rôle important dans la régulation de l'équilibre naturel interne du corps, l'homéostasie.

## Production des cellules sanguines
Le sang est composé d'un liquide, le plasma sanguin, qui transporte les cellules sanguines et d'autres matériaux, comme des protéines, des nutriments, des gaz et d'autres substances. Chez la femme 42 %, chez l'homme 45 %, du sang est constitué de cellules sanguines dont 99 % est composé de globules rouges, les érythrocytes. Les autres cellules sont les globules blancs, les leucocytes, qui existent en 5 variantes (les neutrophiles, les éosinophiles, les basophiles, les monocytes et les lymphocytes), et les plaquettes sanguines, qui ne sont pas des cellules à proprement parler, mais des fragments cellulaires.
Toutes ces cellules sont produites dans la moelle osseuse par les cellules souches hématopoïétiques. Avant la naissance, les cellules sanguines ne sont pas produites dans la moelle osseuse, mais d'abord dans la vésicule vitelline, puis dans le foie, la rate et les tissus lymphatiques, et enfin, depuis le 4e mois dans la moelle osseuse rouge ; au 6e mois de grossesse, la production par la moelle osseuse est prédominante. Toutefois, lorsque la production de cellules sanguines doit être stimulée de toute urgence, le foie et la rate peuvent reprendre cette production, même à l'âge adulte. La moelle osseuse jaune peut aussi se retransformer en moelle osseuse rouge en cas de besoin supplémentaire.
Dans la moelle osseuse rouge, en moyenne, 18 % des cellules présentes sont des globules rouges en formation et presque 80 % sont des globules blancs en formation ou matures.

### Cellules souches hématopoïétiques

Production des cellules du sang depuis la moelle osseuse et maturation dans différents milieux.

Les cellules souches hématopoïétiques produisent tous les types de cellules sanguines. Ces cellules sont peu nombreuses, ne représentant qu'une cellule sur 10 000 à 15 000 cellules de la moelle osseuse. Elles peuvent aussi s’échapper dans le sang, mais ne représentent dans ce cas qu'une cellule sur 100 000 cellules sanguines. Des protéines spécifiques, dépendantes des besoins, vont inciter ces cellules à se diviser et à produire les différentes cellules sanguines. De plus, elle se divisent aussi afin de se reproduire et ainsi garantir la production continue de cellules sanguines.
Les cellules souches hématopoïétiques se divisent dans un premier temps en deux types de cellules différentes, les cellules myéloïdes progénitrices qui vont donner les cellules rouges, les cellules blanches et les plaquettes, et les cellules lymphoïdes progénitrices qui vont donner les lymphocytes. Quand les cellules sanguines arrivent à maturation, elles sont libérées dans le sang. Ces progéniteurs peuvent produire beaucoup de cellules, mais seulement pendant un temps limité après leur création. On estime qu'il faut entre 15 et 20 jours pour que les cellules sanguines viennent à maturation, mais cette durée peut varier selon les besoins.
Dépendant de leurs localisations, les cellules souches hématopoïétiques ou les cellules progénitrices vont se spécialiser différemment. Ces localisations, les niches de cellules souches (en), sont définies par les cellules environnantes comme les adipocytes, les ostéoblastes, les vaisseaux sanguins, les cellules stromales.

### Globules rouges
Les globules rouges sont des cellules aplaties responsables du transport de l'oxygène (O2) des poumons vers les cellules et d'une grande partie du gaz carbonique des cellules vers les poumons. Chaque millimètre cube (mm3) de sang contient cinq millions de globules rouges. Ces cellules n'ont ni noyaux ni autres organites et sont essentiellement des sacs remplis de molécules d'hémoglobine. Elles ont une durée de vie d'environ quatre mois, et sont remplacées par deux à trois millions de nouveaux globules rouges chaque seconde. La rate élimine les globules rouges trop vieux.
Les globules rouges sont produits dans la moelle osseuse en différentes étapes et c'est à la dernière étape que les globules rouges sont libérés dans le sang. La moelle osseuse est stimulée par des protéines spécifiques, les érythropoïétines (EPO), produites dans les reins lorsqu'il y a un manque d'O2. Chaque globule rouge contient plus de 250 millions de molécules d'hémoglobine qui chacune contiennent quatre atomes de fer. La moelle osseuse, le foie et la rate peuvent stocker le fer sous forme de ferritine ou d'hémosidérine. Quand l'érythropoïétine stimule la fabrication de globules rouges, les atomes de fer sont liés à une protéine de transport, la transferrine, pour être acheminés vers la moelle osseuse par le sang pour que de nouveau globules rouges puissent être créés.
Les globules rouges en formation s'agglutinent autour d'un macrophage et forment ainsi des îlots d'érythroblastes. Ces îlots sont proches des capillaires. Les cellules les plus proches du macrophage sont les moins matures. Le macrophage absorbe les cellules défectueuses et enlève aussi les noyaux des globules rouges avant qu'elles ne gagnent les vaisseaux sanguins.

### Globules blancs
Le rôle des globules blancs est de nous protéger contre des substances étrangères à notre corps (bactéries, virus, champignons, , etc.) en les détruisant. Ils éliminent aussi les cellules anormales, par exemple cancéreuses, et nettoient l'organisme de cellules usées et de débris de tissus. Il y a beaucoup moins de globules blancs que de globules rouges dans le sang, chaque mm3 en contient environ 7 000. Les globules blancs utilisent le sang seulement comme moyen de transport, à destination ils quittent celui-ci par les capillaires, les plus petits vaisseaux sanguins, en se faufilant entre les cellules de la paroi des vaisseaux. La durée de vie des globules blancs granuleux se compte en jours, voire en heures.
Il y a cinq sortes de globules blancs qui sont classés selon leur apparence au microscope :
- les leucocytes granuleux, les granulocytes, avec des noyaux de formes diverses :
  - les neutrophiles : Ce sont les globules blancs les plus abondants, constituant presque la moitié[13] de tous les leucocytes dans la moelle osseuse, et mesurant de 0,010 à 0,012 mm. Ils s’attaquent principalement aux bactéries et aux champignons en utilisant des enzymes comme la lysozyme et la défensine, et ingèrent les débris inutiles[20],
  - les éosinophiles : Elles représentent environ 6 %[13] des globules blancs et mesurant de 0,010 à 0,012 mm[20]. Elles combattent les parasites comme les vers et sont aussi antihistaminique, c'est-à-dire qu'elles aident à réduire les allergies[19],
  - les basophiles : Ce sont les globules blancs les moins abondants, représentant moins de 1 %[13] du total. Ils mesurent de 0,008 à 0,010 mm[20] et jouent un rôle dans l'intensification des inflammations et dans la prévention de la coagulation ;

- les leucocytes non-granuleux avec un grand noyau :
  - les monocytes : Ces larges cellules de 0,12 à 0,020 mm représentent 5 %[13] des globules blancs de la moelle osseuse. Quand ils sont libérés dans le sang, ils sont encore immatures et y restent deux jours avant de se fixer dans un tissu (y compris la moelle osseuse) où ils grandissent pour devenir des macrophages et ingurgiter tous les débris non-désirés. Lorsqu'ils ont accompli cette tâche, qui peut durer des années, ils meurent ;
  - les lymphocytes : Ces cellules, à tous les stades de la maturation, représentent presque 40 %[13] des globules blancs et varient en dimensions de 0,006 à 0,017 mm[20]. Il a trois types de lymphocytes, les lymphocytes NK, B et T. Les lymphocytes NK peuvent reconnaître des cellules qui sont étrangères ou qui ont des signes d'anormalité comme les cellules cancéreuses[20]. Les lymphocytes B produisent des marqueurs qui s’accrochent à des cellules étrangères, les désignant ainsi comme cellules à éliminer. Les lymphocytes T s'attaquent à des cellules étrangères spécifiques et les détruisent[19]. Les lymphocytes B sont créés dans la moelle osseuse mais migrent vers les tissus lymphoïdes pour achever leur maturation et leur différenciation. Les lymphocytes T ne sont produits dans la moelle osseuse que pendant le stade fœtal et la petite enfance, puis le thymus prend la relève[21].

Tous les globules blancs granuleux et les monocytes sont uniquement produits dans la moelle osseuse où ils maturent en passant par plusieurs phases ; leurs productions sont stimulées par des protéines appropriées.

### Plaquettes sanguines
Les ruptures de petits vaisseaux (artérioles, capillaires et veinules) sont assez fréquentes et sont réparées facilement par les cellules des parois de ces vaisseaux. Quand une blessure apparaît dans des plus grands vaisseaux, un processus en trois phases se met en place pour arrêter le saignement :
1. Le vaisseau se contracte pour limiter la perte de sang et rapprocher les bords de la lésion ;
2. Un clou plaquettaire se forme pour obturer la brèche ;
3. Le sang coagule par-dessus le clou plaquettaire pour arrêter l’hémorragie.

Les plaquettes non seulement forment le clou plaquettaire, mais incitent aussi les vaisseaux à se contracter et le sang à coaguler.
Les plaquettes ne sont pas des cellules, mais des fragments de grandes cellules appelées mégacaryocytes produites en trois phases par les cellules souches hématopoïétiques de la moelle osseuse. Les plaquettes, d'une grandeur de 0,002 à 0,004 mm, sont formées par un peu de cytoplasme et de membrane. Un mégacaryocyte, de 0,05 à 0,1 mm, produit de 2 000 à 3 000 plaquettes dont un tiers environ est stocké dans la rate pour être mis à disposition lors d'une rupture de vaisseau. Le sang contient entre 150 000 et 350 000 plaquettes par mm3 ; elles survivent environ 10 jours et sont recyclées par la rate et le foie. La thrombopoïétine secrétée par le foie régule la production des plaquettes dans la moelle osseuse.

## Animaux
Chez les mammifères et les oiseaux, la production des cellules sanguines (globules rouges, globules blancs et thrombocytes ou plaquettes), se fait, comme chez l'être humain, dans la moelle osseuse, où se trouvent les cellules souches hématopoïétiques. Le rein et la rate produisent les cellules sanguines chez les amphibiens et les poissons osseux. Chez les poissons inférieurs, les cellules souches hématopoïétiques se trouvent dans le sang.
Les globules rouges des mammifères ont la forme d'un disque avec un creux central et sont dépourvu de noyaux. Chez la plupart des vertébrés, ces cellules sont plus grandes, ont une forme ovoïde et possèdent un noyau. La production des globules rouges est contrôlée par l'érythropoïétine produite par les reins chez les mammifères et probablement chez d'autres vertébrés.
Les mammifères produisent des plaquettes qui sont des fragments de cellules. Les autres vertébrés produisent des cellules entières, les thrombocytes, qui circulent dans le sang en attendant une blessure et se fragmentent à ce moment pour aider à la coagulation du sang.
La rate élimine les globules rouges âgés et peut aussi en stocker, ainsi que des globules blancs et des plaquettes pour les mettre à disposition si nécessaire.

### Évolution
Pendant longtemps, on a supposé que la migration de la production des cellules du sang dans les os fût une adaptation à la vie terrestre, afin de protéger ce processus vital des dégâts possible par le rayonnement UV et les variations de température. Après une analyse minutieuse des os des membres et de l'existence de cavités internes, il est supposé que les premiers animaux permettant hématopoïèse dans la moelle osseuse seraient le seymouria et le discosauriscus qui vivaient il y a environ 280 million d'années, pendant le Permien inférieur.

## Maladies

### Anémie
Quand le sang n'arrive plus à transporter le dioxygène nécessaire, on parle d'anémie. Cette condition peut être due à un manque ou une anomalie des cellules rouges ou de l'hémoglobine. Il existe plus de 400 types d'anémies et l'OMS estime qu'un quart de la population mondiale en souffre, les enfants en âge préscolaire et les femmes dans les pays en voie de développement en sont particulièrement atteint.
Les différentes causes d’anémies peuvent être regroupées dans les catégories suivantes :
- l'anémie d'origine nutritionnelle : La moelle osseuse n'arrive pas à produire assez de globules rouges car les éléments nécessaires à leur fabrication ne sont pas à disposition ; ceci est le cas en particulier si la nourriture absorbée ne contient pas assez de fer ;
- l'anémie pernicieuse : L’intestin n’absorbe pas assez de vitamine B12 ou la nourriture absorbée n'en contient pas assez (régime végétalien, par exemple[26]) ; cette vitamine est indispensable à la production de globules rouges dans la moelle osseuse ;
- l'anémie aplasique : Bien que tous les éléments nécessaires soient à disposition, les cellules souches hématopoïétiques ne produisent pas assez de globules rouges. Cette situation peut être due à la destruction de la moelle osseuse par empoisonnement, par radioactivité, par chimiothérapie, ou dans certains cancers des os (métastases osseuses, sarcome d'Ewing, plasmocytome, par exemple) ;
- l'anémie d'origine rénale : Les reins ne produisent plus assez d’érythropoïétine pour stimuler la production de globules rouges. Ceci peut être dû à une blessure aux reins, par exemple ;
- l'anémie hémorragique : Le nombre de globules rouges diminue à cause de saignements importants très abondants ou continuels ;
- l'anémie hémolytique : Les globules rouges sont détruits exagérément ; cette situation peut arriver en particulier lorsqu'ils sont trop fragiles. La drépanocytose, une malformation héréditaire des globules rouges, en est un exemple.

### Polycythémie
Le sang peut contenir plus de cellules rouges que la normale ; de manière passagère lors d'une déshydratation par exemple, ou de manière chronique pour les fumeurs, car chez eux l'hémoglobine ne transporte plus aussi efficacement le dioxygène, ou chez les personnes vivant en altitude. La polycythémie vraie est un désordre de la moelle osseuse se caractérisant par une surproduction de globules rouges ; cette situation conduit à une augmentation significative de la viscosité du sang qui est néfaste pour les organes, pouvant produire des caillots sanguins, des infarctus et des accidents vasculaire cérébraux.

### Leucémie
Lors d'une leucémie, il y a une surproduction de cellules anormales à différents stades de maturation des globules blancs. Dans ce cas, les globules blancs ne peuvent plus remplir leur rôle de manière normale. Ces cellules anormales envahissent la moelle osseuse et les autres cellules ne peuvent plus produire de globules rouges ou de plaquettes. Les malades meurent souvent à cause d'infections graves ou par hémorragies.

### Anomalie dans la production de plaquettes
Une trop grande production de plaquettes, la thrombocytose, ou une production trop faible de plaquette, la thrombopénie, qui peuvent créer soit des caillots de sangs indésirés, soit des saignements qui ne s'arrêtent pas. Ces dysfonctionnements sont la plupart dus à une destruction des plaquettes après leurs créations, mais peuvent aussi être dus à des maladies de la moelle osseuse.

## Aspects médicaux

### Ponction de moelle osseuse

Schéma d'une ponction de moelle osseuse.

Lors de dysfonctionnements de la production de cellules sanguines, il peut être nécessaire de faire une ponction de la moelle osseuse, c'est-à-dire de recueillir de la moelle osseuse en l’aspirant à l'aide d'une seringue pour en faire un frottis (myélogramme), ou en prélevant une partie avec un trocart, afin d'en analyser la structure.
La ponction est une procédure très douloureuse pour le patient et une anesthésie locale ou générale est nécessaire. Le patient est placé sur le côté afin d'accéder à l'arrière de la partie supérieure de l'os du bassin, la crête iliaque. Une incision est faite à la peau et une aiguille est utilisée pour perforer l'os jusqu'à la moelle. Quand l'endroit est atteint, une seringue est attachée à l'aiguille est une aspiration d'environ 2 ml de la moelle est faite. Si une biopsie est nécessaire (c'est-à-dire, qu'il est nécessaire de conserver la structure de la moelle osseuse), un trocart est inséré à la même place au niveau de la peau, mais à un angle différent dans l'os ; 2 cm^3 de moelle osseuse sont normalement prélevés. Les complications sont rares.
Cette procédure est relativement facile à exécuter et peut être pratiquée en ambulatoire. L'analyse du prélèvement permet un diagnostic sûr et rapide du dysfonctionnement.

### Transplantation de moelle osseuse
Lors de maladies affectant la production de cellules sanguines, par exemple lors d'une leucémie ou de drépanocytose, une transplantation de cellules souches hématopoïétiques est une option thérapeutique.

#### Origine des cellules souches hématopoïétiques
Ces cellules peuvent venir par un prélèvement autologue, à savoir du patient lui-même avant le traitement, ou par un donneur allogène, c'est-à dire une autre personne. Quand les cellules viennent du patient lui-même, les problèmes de rejet sont très rares (possible lors de myélomes multiples par exemple).
Lorsqu'il n'est pas possible de recueillir les propres cellules hématopoïétiques du patient, un donneur compatible est recherché, d'abord au sein de sa famille, puis dans la liste des donneurs potentiels enregistrés. Il est important de trouver un donneur qui a la plus grande compatibilité avec les antigènes des leucocytes humains (HLA) du patient.
Il est aussi possible d'utiliser des cellules hématopoïétiques de cordons ombilicaux ; ils ont l'avantage de ne pas nécessiter une très haute compatibilité HLA et d'être à disposition rapidement, mais ils s'implantent souvent moins rapidement. Ces cellules sont récupérées juste après la naissance d'un enfant et immédiatement congelées.

#### Prélèvement des cellules souches hématopoïétiques
La récolte des cellules souches chez une personne peut se faire de deux manières :
1. Par un prélèvement dans la moelle osseuse :
  - l'intervention se fait dans une salle d'opération sous anesthésie générale ou péridurale. La moelle osseuse est généralement aspirée dans la partie supérieure postérieure du bassin[29] ;
2. En recueillant les cellules hématopoïétiques dans le sang – la méthode la plus utilisée actuellement :
  - des médicaments pour augmenter le nombre de cellules souches hématopoïétiques dans le sang sont administrés au donneur avant le prélèvement. Quand le nombre adéquat de cellules souches dans le sang est atteint, le donneur est connecté à un appareil par lequel son sang va circuler afin d'y recueillir les cellules désirées. Cette procédure dure de 2 à 4 heures et est répétée pendant 3 à 4 jours jusqu'à l’obtention du nombre de cellules souches nécessaires[30].

#### Greffe des cellules souches hématopoïétiques
Avant de transférer les cellules souches aux patients, il faut complètement éliminer la moelle osseuse malade par chimiothérapie et radiothérapie, et stimuler les défenses immunitaires. Pendant ce traitement, le patient doit être isolé car son système immunitaire est détruit.
Les cellules souches prélevées chez le donneur sont réinjectées dans le sang par perfusion. Elles vont repeupler plus ou moins rapidement la moelle osseuse.

## Utilisation d'érythropoïétine (EPO) de synthèse par les sportifs
L'augmentation de cellules rouges dans le sang permet d'amener plus d'oxygène aux cellules, en particulier aux cellules musculaires, ce qui permet aux sportifs d'être plus performant. Avant la découverte de l'EPO de synthèse, le dopage se faisait en prélevant du sang du sportif pour y extraire les globules rouges qui étaient congelés puis réinjectés avant une compétition. L'utilisation de l'EPO de synthèse a simplifié cette procédure. Une étude a montré que cette pratique peut augmenter de 7 % à 10 % les performances dans les sports d'endurance.
Une augmentation trop importante de globules rouges épaissit le sang ce qui peut amener à des caillots sanguins, à des infarctus et à des accidents vasculaires cérébraux. La prise de doses répétées d'EPO peut aussi provoquer des résistances à l'EPO, causant ainsi une anémie. On pense que l'EPO de synthèse est responsable de la mort d'une vingtaine de coureurs cyclistes européens depuis 1987.
Depuis les Jeux olympiques de Sydney en 2000, les athlètes sont testés pour identifier la présence d'EPO de synthèse.